# Fauvette de l'Atlas
Curruca deserticola
Espèce
Statut de conservation UICN

 LC  : Préoccupation mineure

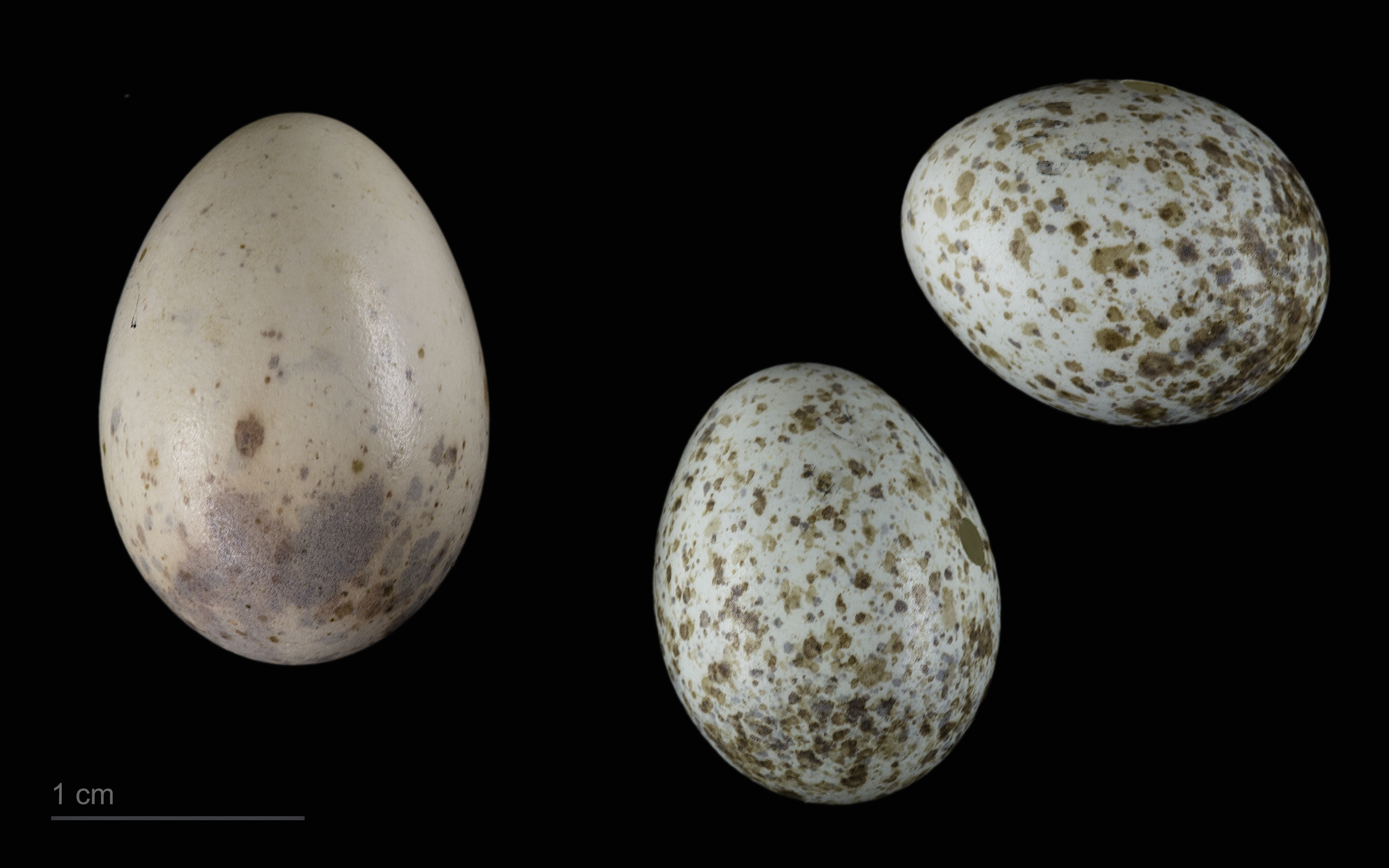
Œuf de Cuculus canorus bangsi dans une couvée de Curruca deserticola - Muséum de Toulouse

La Fauvette de l'Atlas (Curruca deserticola Tristram, 1859) est une espèce de passereau appartenant à la famille des Sylviidae.

## Systématique
La fauvette de l'Atlas faisait anciennement partie du genre Sylvia, mais a depuis été reclassée dans le genre Curruca après que celui-ci a été séparé de Sylvia.